# J. Stuart Blackton

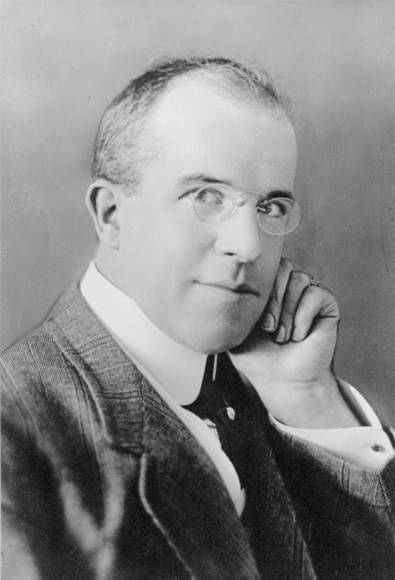
Blackton 1912

J. Stuart Blackton, född 5 januari 1875 i Sheffield, död 13 augusti 1941, var en brittisk-amerikansk filmskapare. Han var framträdande inom amerikansk film under 1900-talets första årtionde och grundade produktionsbolaget Vitagraph company.

## Liv och gärning
J. Stuart Blackton föddes i Sheffield, England. Familjen flyttade till Förenta staterna 1885. Blackton arbetade som reporter och illustratör för New York World och intervjuade 1895 Thomas Edison, som fick honom intresserad av film. Han köpte ett Kinetoskop av Edison och grundade bolaget Vitagraph company som han drev från New York tillsammans med Albert E. Smith och William T. Rock.
Vitagraph var produktivt i början av 1900-talet och blev banbrytande bland annat med sina tidiga animerade filmer. År 1915 grundade Blackton och blev ordförande för Motion Picture Board of Trade, som senare gav upphov till Motion picture producers and distributors of America. I början av 1920-talet gjorde han flera filmer i England och experimenterade med färgfilm. Han sålde Vitagraph till Warner Bros. 1925 och pensionerade sig från filmskapande, men förlorade sin förmögenhet i börskraschen 1929 och återvände till filmen på 1930-talet. Han avled 1941 i en trafikolycka.

## Filmer i urval
- Tearing down the Spanish flag (1898)
- The enchanted drawing (1900)
- Panoramic View of Boston Subway from an Electric Car (1901)
- Humorous phases of funny faces (1906)
- Antony and Cleopatra (1908)
- Julius Caesar (1908)
- Köpmannen i Venedig (1908)
- Macbeth (1908)
- Richard III (1908)
- Romeo och Julia (1908)
- The thieving hand (1908)
- The viking's daughter: the story of the ancient Norsemen (1908)
- Moses lif i lefvande bilder (1909)
- Princess Nicotine; or, The smoke fairy (1909)
- Francesca da Rimini (1910)
- Onkel Toms stuga (1910)
- Lady Godiva (1911)
- En invasion i USA (1915)
- The house of the tolling bell (1920)
- The glorious adventure (1922)
- The film parade (1933)